# Tutti pazzi per Yves
Tutti pazzi per Yves (Yves) è un film del 2019 diretto da Benoît Forgeard, presentato alla Quinzaine des Réalisateurs del Festival di Cannes 2019.

## Trama
Jérem, un rapper, si trasferisce a casa di sua nonna per registrare un album. Incontra So, un investigatore della start-up Digital Cool. Lo convince a provare "Yves", un frigorifero connesso e intelligente, che dovrebbe rendergli la vita più facile. A poco a poco, la macchina da presa legherà a Jérem, trasformandolo in una star e diventando il suo ghostwriter.